# St. John’s University of Tanzania
Die St. John’s University of Tanzania (SJUT) ist eine private anglikanische Universität in Dodoma (Tansania). Im Studienjahr 2016/2017 unterrichteten 41 Dozenten 1639 Studenten.

## Lage
Die Universität liegt rund drei Kilometer südwestlich des Bahnhofs von Dodoma.

## Geschichte
1999 beschloss die Synode der Anglikanischen Kirche von Tansania die Errichtung einer Universität.

## Studienangebote
Die Universität gliedert sich in folgende Abteilungen:
- Fakultät für Handels- und Wirtschaftswissenschaften
- Fakultät für Geisteswissenschaften und Pädagogik
- Fakultät für Natur- und Angewandte Wissenschaften
- Institut für Entwicklungsstudien
- Krankenpflegeschule
- Schule für Pharmazie und pharmazeutische Wissenschaften
- Schule für Theologie und Religionswissenschaft

## Dienstleistungen
Die Universität bietet den Studenten und Mitarbeitern Unterkünfte an. Für die medizinische Versorgung stehen ein Arzt, eine Krankenschwester und Helfer bereit. eine Apotheke ist täglich geöffnet. In fünf Räumen stehen den Studenten 140 Computer mit Glasfaser-Internetverbindung zur Verfügung. An Sportanlagen sind Anlagen für Basketball, Fußball, Netzball, Volleyball, Tischtennis, Billard, Rugby und Leichtathletik vorhanden.

## Rangliste
Von EduRank wird die Universität als 11. in Tansania, als Nummer 334 in Afrika und 8655 weltweit geführt (Stand 2021).